# Simonson
Simonson ist ein patronymisch gebildeter englischer Familienname mit der Bedeutung „Sohn des Simon“.

## Varianten
- Simonsen
- Simonsson
- Simonsohn

## Bekannte Namensträger
- Albert Simonson (Richter) (1854–1942), deutscher Jurist
- Albert Simonson (Schachspieler) (1914–1965), US-amerikanischer Schachspieler
- David Simonson (1831–1896), deutscher Maler und Begründer der privaten „Akademie für Zeichnen, Malen und Modellieren“ in Dresden
- Emil Simonson (1860-), deutscher Psychoanalytiker
- Eric Simonson (* 1960), US-amerikanischer Regisseur
- Ernst Simonson (Mediziner) (1898–1974), deutsch-amerikanischer Radiologe und Physiologe
- Ernst Oskar Simonson-Castelli (1864–1929), deutscher Maler
- Louise Simonson (* 1946), US-amerikanische Comicautorin
- Martin Simonson (* 1973), schwedischer Anglist
- Otto Simonson (1829–1914), deutscher Architekt
- Walt Simonson (* 1946), US-amerikanischer Comicautor und -zeichner